# ニピシング湖
ニピシング湖（英: Lake Nipissing、ニピッシング湖とも）は、カナダのオンタリオ州にある湖。総面積873.3平方キロ、海抜196mで、オタワ川とジョージア湾のあいだに位置する。五大湖以外では、州内で五番目に大きな湖である。大きさの割に比較的浅く、平均水深は4.5mしかない。このため、入り組んだ海岸線に沿って多くの砂州が形成されている。島嶼も多い。
湖に臨む最大の都市は、北東のノースベイである。そこから高速11号を南へ行ったカレンダーも有名な町。さらに西端に向かってサージェオンフォールズ、ガーデンビレッジ、カッシュベイ、ラビーンと続く。
南部からヒューロン湖のジョージア湾へフレンチ川が流出している。湖はアルゴンキン州立公園の北西、およそ25kmに位置する。1610年、フランス人の毛皮商エティエンヌ・ブリューレがヨーロッパ人として初めて訪れた。同じくフランスの毛皮商で探検家でもあったジャン・ニコレは、「百社協会」の代理人およびインディアンの通訳になるためケベックに取って返す1633年までの8年ないし9年間、湖畔でインディアンと生活をともにした。最初の永住入植地は1874年ごろ、現在のスタージェオンフォールズ付近にハドソン湾会社の交易所とともに建設された。1882年にはノースウエスト騎馬警察が、北東岸におけるプレゼンスを確立した。
湖には40種以上の魚が生息する。数多くの釣り小屋が湖岸や、一部の島に設けられている。ウォールアイやコクチバス、マスキーパイク (Muskellunge)、ノーザンパイクが主な獲物である。養殖組合は、主に社会的な理由から湖のウォールアイ個体数の管理に取り組んでいる。
湖の名はアルゴンキン語で「大きな水」を意味する。この一帯にはニピシング郡区やニピシング地区、ニピシング大学など、その名を冠した地名が多くみられる。
毛皮交易の時代には、船頭がマタワ川（オタワ川支流）とフレンチ川からカヌーでこの湖にやってきた。毛皮交易が1880年代に衰えはじめると、経済活動の中心は林業へ移った。第一次世界大戦後は観光業が主要な経済活動として台頭したが、林業も依然地元経済に大きく貢献している。
オンタリオ州の湖としては珍しく、ニピシング湖はマニトゥー島とカレンダー湾に火山筒を有する。これは湖が中生代の1億7500万年前に形成されたオタワ・ボンネッチャー地溝帯の上に位置するためである。

## ギャラリー

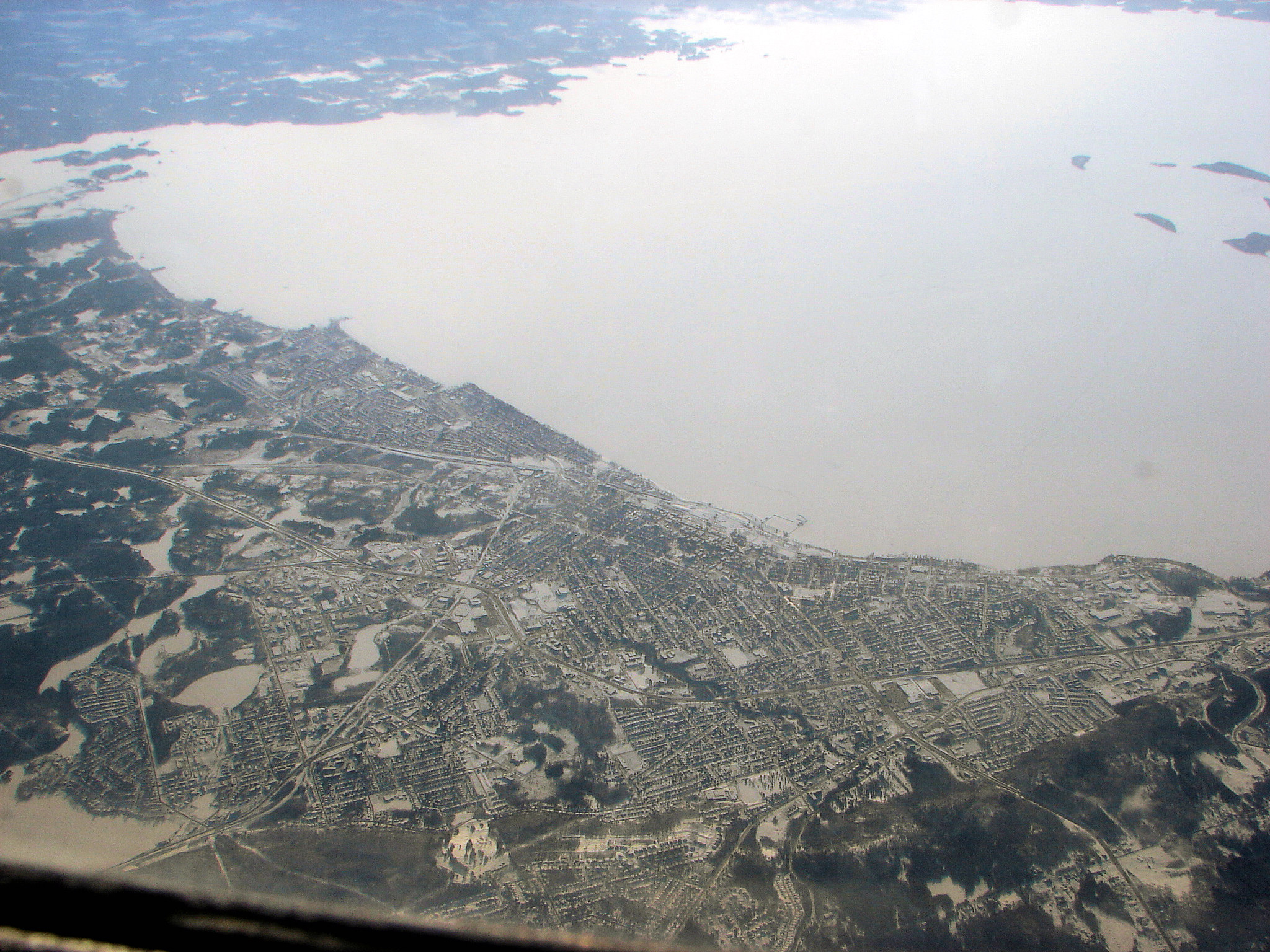
ニピシング湖とノースベイ市街の空中写真
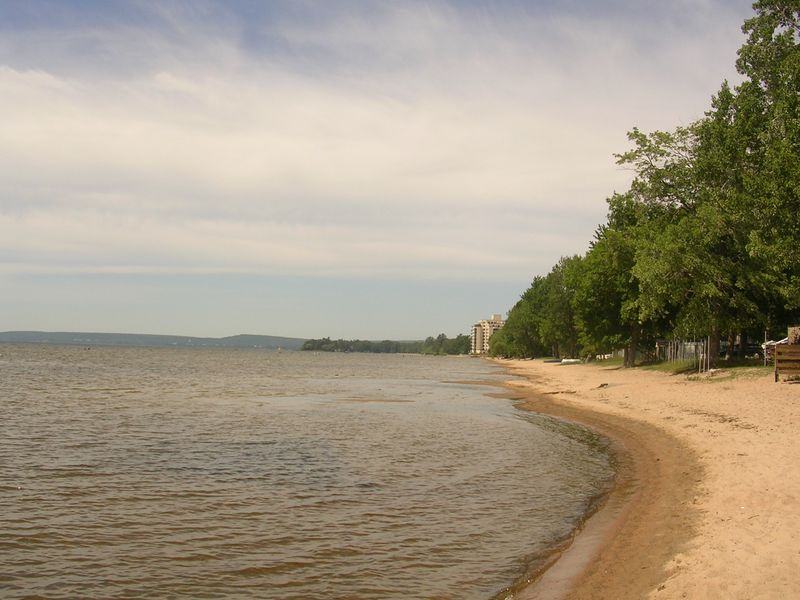
湖岸のビーチ
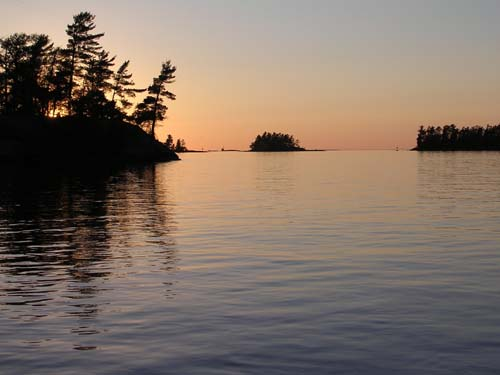
ニピシング湖の日没